# Église de l'Intercession-de-la-Vierge de Medvedkovo
L'église de l'Intercession-de-la-Vierge de Medvedkovo (en russe : Храм Покрова Пресвятой Богородицы в Медведкове) est une église orthodoxe située au nord de la ville de Moscou dans le district municipal de Ioujnoïe Medvedkovo. L'église, achevée en 1635, est une des dernières de la ville à avoir été construites en étant surmontées d'un chatior.
Elle est située sur la rive droite de la rivière Iaouza, à proximité de la confluence avec la rivière Tchermianka. Le cimetière de l'église est le cimetière de Medvekovo.

## Histoire

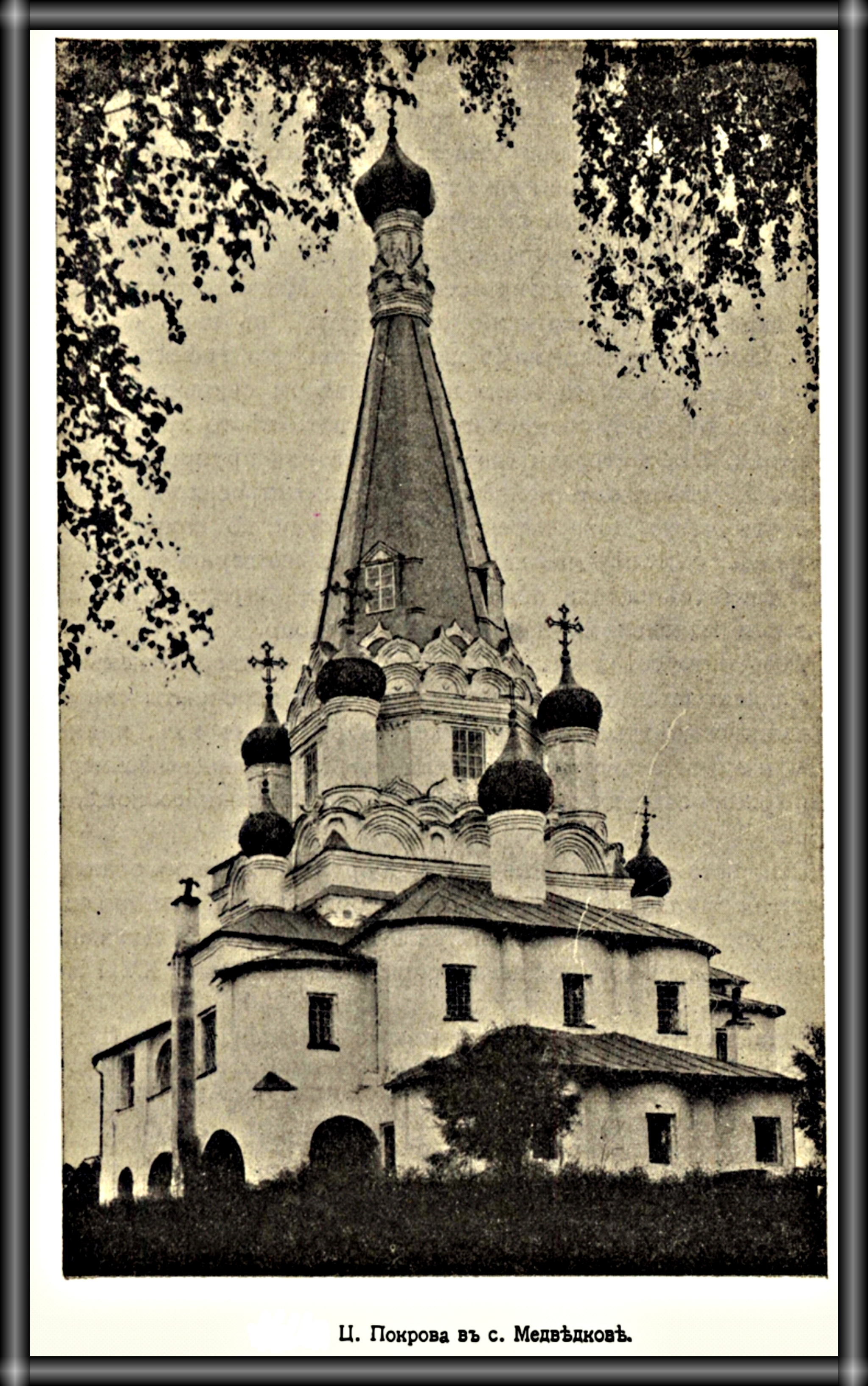
Église de l'Intercession de Medvedkovo au début du XXe siècle.

L'église de l'Intercession-de-la-Vierge de Medvedkovo a été construite en 1635 par le prince Dmitri Pojarski en l'honneur de la libération de la Russie, après la guerre russo-polonaise. Sa structure architecturale est une variante de dimension réduite de celle de la Cathédrale Saint-Basile-le-Bienheureux de Moscou. La ressemblance est peut-être visible à l'extérieur, remarque Véra Traimond, tandis que le plan s'avère nettement différent. 
C'est une des dernières églises moscovites à être couvertes par un toit dit chatior. Dix-sept ans après la fin de sa construction, le patriarche Nikon interdit la construction d'églises recouvertes de ce type de toiture pour ne plus autoriser que celles couvertes d'un clocher à bulbe, les seules conformes à la tradition. La dernière des églises avec chatior à Moscou est l'Église de la Nativité-de-la-Vierge de Poutinki achevée en 1652, à l'exception toutefois d'églises du nord de la Russie, loin des yeux du patriarche Nikon.
Jusqu'en 1635 se trouvait, au même emplacement que l'église en pierre de l'Intercession-de-la-Vierge, une église en bois de l'Intercession et une chapelle dédiée à Pierre d'Alexandrie, construite en 1623-1624.  
En 1635, l'église comptait quatre chapelles dédiées respectivement à l'icône de Notre-Dame du Signe, à Pierre d'Alexandrie, à Varlaam de Khoutyne et à Antoine de Rome. Le nom de chaque chapelle est associé à Veliki Novgorod où Dmitri Pojarski était voïvode en 1628-1630 : la cathédrale du Signe est le sanctuaire principal de cette ville et des terres qui l'entourent et Varlaam de Khoutyne ainsi qu'Antoine de Rome sont de célèbres ascètes de Novgorod. En 1652, dix ans après la mort du prince Dmitri Pojarski, son fils Ivan a fait édifier une nouvelle chapelle en l'honneur des Neuf martyrs de Cyzique.
En 1685, après la mort du dernier représentant de la lignée des Pojarki, le boïar Youri Ivanovitch, le village de Medvedkov est devenu la possession du favori de la tsarine régente Sophie, le prince Galitzine. Ce dernier a modifié le nombre de chapelles et l'a réduit à trois (celle de l'Intercession, du Signe et des neuf martyrs de Cysique). La quatrième est restaurée plus tard, en 1690, et dédiée alors à Serge de Radonège. 
En 1687-1688, l'iconostase principale de l'église est réalisée à la demande de Galitzine. Les icônes sont l'œuvre d'un des maîtres du Palais des Armures du Kremlin, Karl Zolotariova, qui a également décoré l'iconostase de diverses sculptures. L'évangile de Medvedkovski, qui date de 1681, était une pièce remarquable du fait de sa décoration de miniatures dues, selon la légende, à la tsarine Sophie. Jusqu'en 1919, cette relique était conservée dans la sacristie de l'église ; on ne connaît pas l'emplacement où elle se trouve depuis cette date.
Au XIXe siècle, l'église a connu un certain nombre de changements : une grande partie de l'iconostase est reconstruite ; ses sculptures créées en même temps que les icônes et qui étaient partiellement détruites sont reconstituées à partir de fragments. Certaines icônes perdues dans le registre des fêtes sont remplacées par de nouvelles. Le clocher est remanié dans le style classique du XIXe siècle. L'église perd à la même époque ses portes royales anciennes qui datent du XVIIe siècle. On suppose qu'elles ont été enlevées pour être placées au Palais Belosselski-Belozerski du grand-duc Serge Alexandrovitch de Russie à Saint-Pétersbourg.
L'église n'a jamais été fermée depuis sa construction. Cela est dû en partie au fait que durant les années 1930, l'église ne se trouvait pas sur le territoire de Moscou. Toutefois, durant la Grande Guerre patriotique, seule la partie chauffée au rez-de-chaussée était ouverte au culte. Après la guerre, les services religieux ont repris à l'étage également.
En 1970, la restauration de l'église est dirigée par l'architecte Nicolaï Nedovitch. La toiture en métal ainsi que les fenêtres sur le chatior ont été démantelées pour rendre à l'église son aspect original. C'est à cette époque également qu'une grande croix en marbre a été posée à l'entrée de l'église avec cette inscription : La Croix est la victoire sur la mort.

## Architecture
L'église de l'Intercession-de-la-Vierge est l'une des dernières à être construites en Russie au XVIIe siècle. Son style extérieur s'inspire sans doute de celui de la cathédrale Saint-Basile-le-Bienheureux de Moscou, et porte l'empreinte du conservatisme, répandu en Russie durant les dix premières années du XVIIe siècle qui prétend conserver les traditions en respectant la vérité orthodoxe de l'aspect des lieux de culte.
De dimension modeste et de composition symétrique, cette église est un bel exemple d'architecture russe de base cubique surmontée d'une pyramide octogonale. Au centre se dresse le chatior entouré de kokochniks et de quatre petites coupoles. La transition entre le cube principal et le toit pyramidal est assuré par deux autres rangées de kokochniks. Véra Traimond souligne que « l'extrême élégance de l'ensemble tient à la perfection de ses proportions, la hauteur du chatior étant égale à celle de la partie inférieure de l'édifice »,. 
Le critique d'art Igor Grabar considère que « ce très bel ensemble, avec son chatior harmonieux à la silhouette raffinée est une des plus remarquables églises de ce style ».
Le bâtiment se compose de deux églises : celle d'hiver (chauffée), en bas, dédiée à Notre-Dame du Signe et celle d'été (non chauffée) dédiée à la fête de l'Intercession de la Mère de Dieu. Une paperte à deux niveaux est aménagée sur trois côtés de l'édifice. 